# Chainsaw Eaters
 Der er for få eller ingen kildehenvisninger i denne artikel, hvilket er et problem. Du kan hjælpe ved at angive troværdige kilder til de påstande, som fremføres i artiklen.

Chainsaw Eaters er en dansk post-punkduo, der blev dannet i 2008. Den består af forsangeren Kim Wolf Andersen der også spiller synthesizer, og Lars Buch Laursen på trommer.
Chainsaw Eaters er inspireret af danske bands som bl.a. Sods, Ballet Mécanique og Before og udenlandske bands som Joy Division, New Order, DAF og The Cure.[kilde mangler]
Bandet har spillet på bl.a. Warehouse 9, Club Faust, Dödsmaskinen, Spektakel, BumZen, Drone, Studenterhuset, Loppen, Rust og Huset i Magstræde, bl.a. til "A Scream in the Dark" festivalen samt rundt om i Danmark.
Chainsaw Eaters var fra 2-14. marts 2011 på en Europaturné, der omfattede Danmark, Tyskland, Frankrig, Belgien, Schweiz, Polen og Tjekkiet sammen med post-punk bandet The City Kill.